# Urano (divinità)
Urano (in greco antico: Οὐρανός?, Ūrānòs, «cielo stellato, firmamento») era, nella mitologia greca, una divinità primordiale. È la personificazione del Cielo in quanto elemento fecondo. 

## Genealogia
È il padre delle titanidi Febe, Teti, Rea, Temi, Mnemosine e Teia e dei titani Oceano, Iperione, Ceo, Crio, Giapeto e Crono, dei tre Ciclopi Bronte, Sterope ed Arge e degli Ecatonchiri
Cotto, Briareo e Gige.
I dodici titani sopra elencati sono i primi titani che, accoppiandosi a loro volta genereranno altri figli a loro volta definiti "titani" (eccezion fatta per Crono e Rea, che daranno alla luce gli Olimpi di prima generazione). 
Dal membro di Urano caduto su Gea generò anche le Erinni (Aletto, Megera e Tisifone), i Cureti e le ninfe Meliadi, nonché i Giganti.
Secondo una versione del mito, generò anche Afrodite, dal suo membro tagliato da Crono che fecondò Talassa.

## Mitologia
Nell'opera di Esiodo, Teogonia, egli è figlio e coniuge di Gea (la Madre Terra). Altri poemi e racconti ne fanno il figlio di Etere (il Cielo superiore), senza che, in questa tradizione risalente alla Titanomachia, ci sia rivelato il nome della madre. Molto probabilmente quest'ultima era Emera (la personificazione del Giorno). Secondo la teogonia orfica, Urano e Gea sono due figli della Notte.
Mise in catene i titani gettandoli, a man a mano che nascevano, nel Tartaro (le viscere di Gea), ed impedì agli altri figli di venire alla luce.
Secondo alcuni autori la ragione di questo rifiuto risiederebbe nella loro "mostruosità", mentre secondo altri è l'evidente paura di essere da loro spodestato.
Gea, ripugnata dall'atto del marito, persuase i titani ad aggredire il padre e consegnò a Crono una falce da lei fabbricata. Così Urano, colto di sorpresa dal figlio proprio mentre stava per unirsi nuovamente a Gea, fu evirato. I suoi genitali vennero gettati in mare presso Cipro e dalla spuma marina formatasi nacque Afrodite (che si dice fosse emersa dalla spiaggia presso la località di Petra Rou Romiou, oggi chiamata "Spiaggia di Afrodite" appunto), mentre le gocce di sangue che caddero sul suolo fecondarono un'ultima volta la terra, dando vita alle Erinni, ai Giganti ed alle Ninfe Melie. Detronizzato Urano, i titani riportarono alla luce i fratelli che erano stati gettati nel Tartaro e consegnarono il potere a Crono.
Il luogo di questa mutilazione è stato situato in diverse parti del Mediterraneo: solitamente s'identifica con Capo Drepano, vicino Argira, in Acaia (difatti drepanon in greco significa "falce"); talvolta si colloca questo luogo nell'isola dei Feaci, che sarebbe stata il falcetto di Crono gettato in mare e radicatosi in quel luogo (e infatti si diceva che i Feaci fossero nati dal sangue di Urano); infine alcuni lo collocavano in Sicilia, più precisamente a Messana (l'antica Zancle). 
Una tradizione diversa è riferita da Diodoro Siculo riguardo a questa entità. Costui sarebbe stato il primo re degli Atlanti, un popolo molto pio e giusto, che abitava sulle rive dell'Oceano. Egli avrebbe insegnato loro a coltivare la terra, a vivere civilmente ed avrebbe inventato il calendario secondo il movimento degli astri.
In questa tradizione si attribuiscono ad Urano 45 figli, 18 avuti da Tite (identificata poi con Gaia), e proprio per questo chiamati Titani. Le sue figlie furono Basileia ("la Regina"), più tardi Cibele, e Rea, soprannominata Pandora. La bellissima Basileia succedette al trono del padre e sposò il fratello Iperione, dal quale ebbe Elio e Selene (ovvero il Sole e la Luna). Diodoro menziona come figli di Urano anche Atlante e Crono.
L'eterogeneità della genealogia di Urano è dovuta al fatto che essa è una commistione di molte leggende e racconti, ma soprattutto un'interpretazione simbolica di cosmogonie dotte.
Infine, Filone di Biblo ci riporta una leggenda siriana di Urano e Crono.

## Genealogia (Esiodo)
|  |  |  |  |        |        |        |        |        |        |     |     |      |      |      |      |          |          |          |          |          |          |         |         |         |         |      |      |         |         |          |         |         |         |                 |       |           |           |           |           |           |           |      |      |      |      |      |      |       |       |       |       |       |       |  |  |  |  |  |  |  |  |  |  |  |  |  |  |  |  |  |  |  |  |  |  |  |  |  |  |  |  |  |  |  |  |  |  |  |  |  |  |  |  |
|  |  |  |  |        |        |        |        |        |        |     |     |      |      |      |      |          |          |          |          |          |          |         |         | Gea     | Gea     | Gea  | Gea  | Gea     | Gea     |          |         | Urano   | Urano   | Urano           | Urano | Urano     | Urano     |           |           |           |           |      |      |      |      |      |      |       |       |       |       |       |       |  |  |  |  |  |  |  |  |  |  |  |  |  |  |  |  |  |  |  |  |  |  |  |  |  |  |  |  |  |  |  |  |  |  |  |  |  |  |  |  |
|  |  |  |  |        |        |        |        |        |        |     |     |      |      |      |      |          |          |          |          |          |          |         |         | Gea     | Gea     | Gea  | Gea  | Gea     | Gea     |          |         | Urano   | Urano   | Urano           | Urano | Urano     | Urano     |           |           |           |           |      |      |      |      |      |      |       |       |       |       |       |       |  |  |  |  |  |  |  |  |  |  |  |  |  |  |  |  |  |  |  |  |  |  |  |  |  |  |  |  |  |  |  |  |  |  |  |  |  |  |  |  |
|  |  |  |  |        |        |        |        |        |        |     |     |      |      |      |      |          |          |          |          |          |          |         |         |         |         |      |      |         |         |          |         |         |         |                 |       |           |           |           |           |           |           |      |      |      |      |      |      |       |       |       |       |       |       |  |  |  |  |  |  |  |  |  |  |  |  |  |  |  |  |  |  |  |  |  |  |  |  |  |  |  |  |  |  |  |  |  |  |  |  |  |  |  |  |
|  |  |  |  |        |        |        |        |        |        |     |     |      |      |      |      |          |          |          |          |          |          |         |         |         |         |      |      |         |         |          |         |         |         |                 |       |           |           |           |           |           |           |      |      |      |      |      |      |       |       |       |       |       |       |  |  |  |  |  |  |  |  |  |  |  |  |  |  |  |  |  |  |  |  |  |  |  |  |  |  |  |  |  |  |  |  |  |  |  |  |  |  |  |  |
|  |  |  |  | Oceano | Oceano | Oceano | Oceano | Oceano | Oceano |     |     | Crio | Crio | Crio | Crio | Crio     | Crio     |          |          | Giapeto  | Giapeto  | Giapeto | Giapeto | Giapeto | Giapeto |      |      | Rea     | Rea     | Rea      | Rea     | Rea     | Rea     |                 |       | Mnemosine | Mnemosine | Mnemosine | Mnemosine | Mnemosine | Mnemosine |      |      | Teti | Teti | Teti | Teti | Teti  | Teti  |       |       |       |       |  |  |  |  |  |  |  |  |  |  |  |  |  |  |  |  |  |  |  |  |  |  |  |  |  |  |  |  |  |  |  |  |  |  |  |  |  |  |  |  |
|  |  |  |  | Oceano | Oceano | Oceano | Oceano | Oceano | Oceano |     |     | Crio | Crio | Crio | Crio | Crio     | Crio     |          |          | Giapeto  | Giapeto  | Giapeto | Giapeto | Giapeto | Giapeto |      |      | Rea     | Rea     | Rea      | Rea     | Rea     | Rea     |                 |       | Mnemosine | Mnemosine | Mnemosine | Mnemosine | Mnemosine | Mnemosine |      |      | Teti | Teti | Teti | Teti | Teti  | Teti  |       |       |       |       |  |  |  |  |  |  |  |  |  |  |  |  |  |  |  |  |  |  |  |  |  |  |  |  |  |  |  |  |  |  |  |  |  |  |  |  |  |  |  |  |
|  |  |  |  |        |        |        |        | Ceo    | Ceo    | Ceo | Ceo | Ceo  | Ceo  |      |      | Iperione | Iperione | Iperione | Iperione | Iperione | Iperione |         |         | Teia    | Teia    | Teia | Teia | Teia    | Teia    |          |         | Temi    | Temi    | Temi            | Temi  | Temi      | Temi      |           |           | Febe      | Febe      | Febe | Febe | Febe | Febe |      |      | Crono | Crono | Crono | Crono | Crono | Crono |  |  |  |  |  |  |  |  |  |  |  |  |  |  |  |  |  |  |  |  |  |  |  |  |  |  |  |  |  |  |  |  |  |  |  |  |  |  |  |  |
|  |  |  |  |        |        |        |        | Ceo    | Ceo    | Ceo | Ceo | Ceo  | Ceo  |      |      | Iperione | Iperione | Iperione | Iperione | Iperione | Iperione |         |         | Teia    | Teia    | Teia | Teia | Teia    | Teia    | I Titani |         | Temi    | Temi    | Temi            | Temi  | Temi      | Temi      |           |           | Febe      | Febe      | Febe | Febe | Febe | Febe |      |      | Crono | Crono | Crono | Crono | Crono | Crono |  |  |  |  |  |  |  |  |  |  |  |  |  |  |  |  |  |  |  |  |  |  |  |  |  |  |  |  |  |  |  |  |  |  |  |  |  |  |  |  |
|  |  |  |  |        |        |        |        |        |        |     |     |      |      |      |      |          |          |          |          |          |          |         |         |         |         |      |      |         |         |          |         |         |         |                 |       |           |           |           |           |           |           |      |      |      |      |      |      |       |       |       |       |       |       |  |  |  |  |  |  |  |  |  |  |  |  |  |  |  |  |  |  |  |  |  |  |  |  |  |  |  |  |  |  |  |  |  |  |  |  |  |  |  |  |
|  |  |  |  |        |        |        |        |        |        |     |     |      |      |      |      |          |          |          |          |          |          |         |         |         |         |      |      |         |         |          |         |         |         |                 |       |           |           |           |           |           |           |      |      |      |      |      |      |       |       |       |       |       |       |  |  |  |  |  |  |  |  |  |  |  |  |  |  |  |  |  |  |  |  |  |  |  |  |  |  |  |  |  |  |  |  |  |  |  |  |  |  |  |  |
|  |  |  |  |        |        |        |        |        |        |     |     |      |      |      |      |          |          |          |          |          |          |         |         |         |         |      |      |         |         |          |         |         |         |                 |       |           |           |           |           |           |           |      |      |      |      |      |      |       |       |       |       |       |       |  |  |  |  |  |  |  |  |  |  |  |  |  |  |  |  |  |  |  |  |  |  |  |  |  |  |  |  |  |  |  |  |  |  |  |  |  |  |  |  |
|  |  |  |  |        |        |        |        |        |        |     |     |      |      |      |      |          |          |          |          | Bronte   | Bronte   | Bronte  | Bronte  | Bronte  | Bronte  |      |      | Sterope | Sterope | Sterope  | Sterope | Sterope | Sterope |                 |       | Arge      | Arge      | Arge      | Arge      | Arge      | Arge      |      |      |      |      |      |      |       |       |       |       |       |       |  |  |  |  |  |  |  |  |  |  |  |  |  |  |  |  |  |  |  |  |  |  |  |  |  |  |  |  |  |  |  |  |  |  |  |  |  |  |  |  |
|  |  |  |  |        |        |        |        |        |        |     |     |      |      |      |      |          |          |          |          | Bronte   | Bronte   | Bronte  | Bronte  | Bronte  | Bronte  |      |      | Sterope | Sterope | Sterope  | Sterope | Sterope | Sterope | I Ciclopi       |       | Arge      | Arge      | Arge      | Arge      | Arge      | Arge      |      |      |      |      |      |      |       |       |       |       |       |       |  |  |  |  |  |  |  |  |  |  |  |  |  |  |  |  |  |  |  |  |  |  |  |  |  |  |  |  |  |  |  |  |  |  |  |  |  |  |  |  |
|  |  |  |  |        |        |        |        |        |        |     |     |      |      |      |      |          |          |          |          |          |          |         |         |         |         |      |      |         |         |          |         |         |         |                 |       |           |           |           |           |           |           |      |      |      |      |      |      |       |       |       |       |       |       |  |  |  |  |  |  |  |  |  |  |  |  |  |  |  |  |  |  |  |  |  |  |  |  |  |  |  |  |  |  |  |  |  |  |  |  |  |  |  |  |
|  |  |  |  |        |        |        |        |        |        |     |     |      |      |      |      |          |          |          |          |          |          |         |         |         |         |      |      |         |         |          |         |         |         |                 |       |           |           |           |           |           |           |      |      |      |      |      |      |       |       |       |       |       |       |  |  |  |  |  |  |  |  |  |  |  |  |  |  |  |  |  |  |  |  |  |  |  |  |  |  |  |  |  |  |  |  |  |  |  |  |  |  |  |  |
|  |  |  |  |        |        |        |        |        |        |     |     |      |      |      |      |          |          |          |          |          |          |         |         |         |         |      |      |         |         |          |         |         |         |                 |       |           |           |           |           |           |           |      |      |      |      |      |      |       |       |       |       |       |       |  |  |  |  |  |  |  |  |  |  |  |  |  |  |  |  |  |  |  |  |  |  |  |  |  |  |  |  |  |  |  |  |  |  |  |  |  |  |  |  |
|  |  |  |  |        |        |        |        |        |        |     |     |      |      |      |      |          |          |          |          | Cotto    | Cotto    | Cotto   | Cotto   | Cotto   | Cotto   |      |      | Briareo | Briareo | Briareo  | Briareo | Briareo | Briareo |                 |       | Gige      | Gige      | Gige      | Gige      | Gige      | Gige      |      |      |      |      |      |      |       |       |       |       |       |       |  |  |  |  |  |  |  |  |  |  |  |  |  |  |  |  |  |  |  |  |  |  |  |  |  |  |  |  |  |  |  |  |  |  |  |  |  |  |  |  |
|  |  |  |  |        |        |        |        |        |        |     |     |      |      |      |      |          |          |          |          | Cotto    | Cotto    | Cotto   | Cotto   | Cotto   | Cotto   |      |      | Briareo | Briareo | Briareo  | Briareo | Briareo | Briareo | Gli Ecatonchiri |       | Gige      | Gige      | Gige      | Gige      | Gige      | Gige      |      |      |      |      |      |      |       |       |       |       |       |       |  |  |  |  |  |  |  |  |  |  |  |  |  |  |  |  |  |  |  |  |  |  |  |  |  |  |  |  |  |  |  |  |  |  |  |  |  |  |  |  |
|  |  |  |  |        |        |        |        |        |        |     |     |      |      |      |      |          |          |          |          |          |          |         |         |         |         |      |      |         |         |          |         |         |         |                 |       |           |           |           |           |           |           |      |      |      |      |      |      |       |       |       |       |       |       |  |  |  |  |  |  |  |  |  |  |  |  |  |  |  |  |  |  |  |  |  |  |  |  |  |  |  |  |  |  |  |  |  |  |  |  |  |  |  |  |

|  |  |  |  |  |  |  |  |           |           |           |           |           |           |     |     |           |           |           |           |                 |                 |                 |                 |                 |                 |            |            |            |            |  |  |  |  |                   |                   |                   |                   |                   |                   |
|  |  |  |  |  |  |  |  |           |           |           |           | Gea       | Gea       | Gea | Gea | Gea       | Gea       |           |           | Sangue di Urano | Sangue di Urano | Sangue di Urano | Sangue di Urano | Sangue di Urano | Sangue di Urano |            |            |            |            |  |  |  |  | Genitali di Urano | Genitali di Urano | Genitali di Urano | Genitali di Urano | Genitali di Urano | Genitali di Urano |
|  |  |  |  |  |  |  |  |           |           |           |           | Gea       | Gea       | Gea | Gea | Gea       | Gea       |           |           | Sangue di Urano | Sangue di Urano | Sangue di Urano | Sangue di Urano | Sangue di Urano | Sangue di Urano |            |            |            |            |  |  |  |  | Genitali di Urano | Genitali di Urano | Genitali di Urano | Genitali di Urano | Genitali di Urano | Genitali di Urano |
|  |  |  |  |  |  |  |  |           |           |           |           |           |           |     |     |           |           |           |           |                 |                 |                 |                 |                 |                 |            |            |            |            |  |  |  |  |                   |                   |                   |                   |                   |                   |
|  |  |  |  |  |  |  |  |           |           |           |           |           |           |     |     |           |           |           |           |                 |                 |                 |                 |                 |                 |            |            |            |            |  |  |  |  |                   |                   |                   |                   |                   |                   |
|  |  |  |  |  |  |  |  | Le Erinni | Le Erinni | Le Erinni | Le Erinni | Le Erinni | Le Erinni |     |     | I Giganti | I Giganti | I Giganti | I Giganti | I Giganti       | I Giganti       |                 |                 | Le Meliadi      | Le Meliadi      | Le Meliadi | Le Meliadi | Le Meliadi | Le Meliadi |  |  |  |  | Afrodite          | Afrodite          | Afrodite          | Afrodite          | Afrodite          | Afrodite          |

## Diffusione del culto
Il dio era sentito, nel suo complesso, piuttosto remoto, lontano dalla vita quotidiana degli uomini. Ciò spiega, forse, il motivo per cui non sono ricordati luoghi di culto o altari eretti in suo onore.

## Presenze letterarie antiche
Le principali notizie si leggono nella Teogonia esiodea: cenni anche in Platone (Timeo 40e), nella Biblioteca di Apollodoro (1.1.1 ss), in Diodoro Siculo (3.57 ss), in Cicerone (De natura deorum, 3.17.44), nei Saturnali di Macrobio (1.8.12).

## Iconografia
La ricostruzione dell'iconografia di Urano non è certa, per la scarsità di documentazione relativa all'arte greca. Euripide, nello Ione, ricorda e descrive un tappeto nel quale erano raffigurate diverse divinità celesti, tra le quali Urano (Ione 1116). La sua immagine è stata inoltre ricostruita nell'ara di Pergamo dove appare come figura alata. Nell'arte romana Urano è invece più frequentemente rappresentato, anche perché diventa molto spesso la personificazione della volta celeste. È riprodotto sulla corazza della statua di Augusto di Prima Porta.